# Lobelia appendiculata
Lobelia appendiculata är en klockväxtart som beskrevs av A.Dc. Lobelia appendiculata ingår i släktet lobelior, och familjen klockväxter. Inga underarter finns listade i Catalogue of Life.

## Bildgalleri

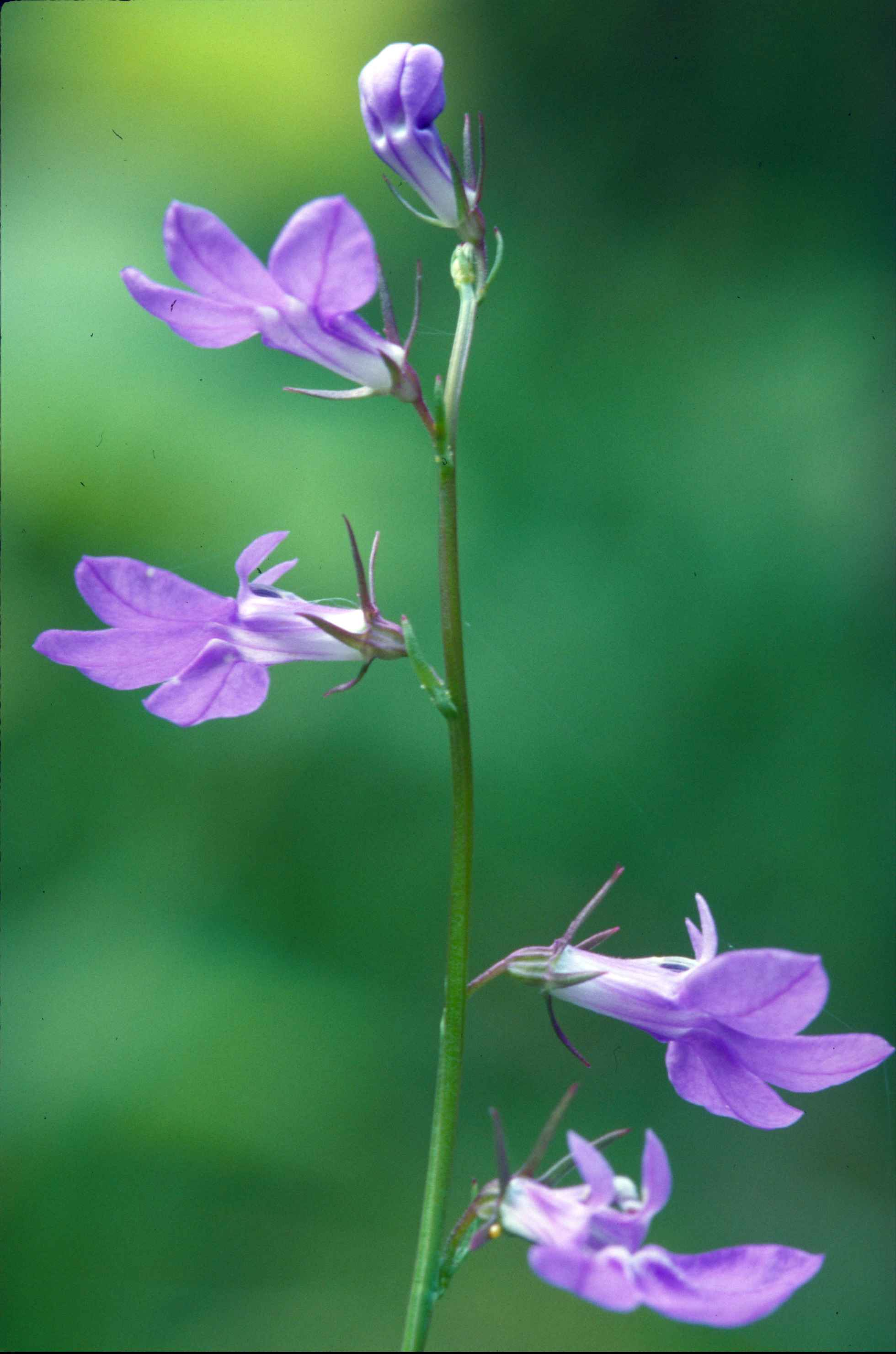